# 腾格尔
腾格尔（1960年1月15日—），中国蒙古族男歌唱家，出生于中华人民共和国内蒙古自治区鄂托克旗。

## 生平
腾格尔以演唱蒙古民族歌曲而在中国大陆成名。1993年，腾格尔组建苍狼乐队，自己成为乐队的主唱。著名歌曲有《蒙古人》、《天堂》等脍炙人口的草原风格的流行歌曲。腾格尔并为多部热播的中国大陆电视剧创作并演唱主题曲，如《康熙帝國》、《神探狄仁杰》等。
騰格爾曾不只一次的在電視節目受訪時表示，鄧麗君是他在流行音樂上的啟蒙老師，而且也是他一輩子的偶像。當年騰格爾還是天津音樂學院的學生，聽到了鄧麗君的歌聲後，不禁著迷且愛上了她。他以及他身边的一帮男同学都爱聽鄧麗君的歌曲。但在當時鄧麗君的歌曲被封為『靡靡之音』，是被政府禁的，所以騰格爾曾為了偷聽鄧麗君的歌，挨了校方一個處分，但這並沒有影響他對鄧麗君的崇拜與喜愛。騰格爾在成名後，上節目提到這段往事，他說鄧麗君不僅是一位傑出的歌唱家，還是一個文化符號，她的歌觸動並解放了我們心中柔軟的那一部分。
2017年11月，综艺节目《不凡的改变》中腾格尔翻唱的《隐形的翅膀》获中国网友广泛关注，此后他也独具风格地翻唱了众多热门歌曲，使个人形象更加“萌化”、贴近年轻人，成为腾格尔近年来的事业核心。2018年2月，加盟湖南衛視《歌手2018》、為第二位補位歌手，在4月13日總決賽獲得第四名。

## 个人生活
腾格尔的妻子叫“珠拉”；女儿叫“嘎吉尔”，出生于2004年12月24日，2010年因病離世；2007年，腾格尔的儿子出生。

## 音乐作品

### 早期：1980年代
以下列出腾格尔在1980年代在中国大陆出版的个人专辑或合辑，早期风格以当代流行、摇滚和翻唱港台歌曲为主。
- 1986《故乡的风 乡情歌曲（一）》上海有声读物公司，Y-1044[7][8]
- 1987《三毛来了》太平洋影音[7]
- 1988《我热恋的故乡》/《你和太阳一同升起》
  -  1998.1《苦苦的思恋》新时代影音，MCD-9801 / ISRC CN-F21-98-301-00/A.J6 （中国大陆再版，CD）[9]

### 中期：1990-2000年代
以下列出腾格尔在1990年代之后由台湾风潮唱片发行、以及中国大陆一些出版社出版的个人专辑，风格以世界音乐（蒙古民族音乐）和摇滚曲风为主。
- 1989《兰色的故乡》（蒙语专辑）中国音乐家音像[7]
- 1990《八千里路雲和月》风潮唱片/京华文化
  -  1990.12.5 CPD-6001/TCD-3002/TCD-5001（CD版）[13][11]
- 1991.11.1《蒙古》（蒙语专辑）风潮唱片，TCD-3012/TCD-5004[11]

- 1992《黄就是黄》风潮唱片
  -  1993 ALS-166CD, AL-CD-019（A&L Records代理，香港版）

- 1992《母亲》（蒙语专辑）中国音乐家音像[7]
- 1993《戈壁梦》（蒙语专辑）[7]
  - 1993.4.17 《夢中戈壁》TCD-5010[15]

- 1995《愛在草原的天空》/《黑骏马》电影原声带
  -  1996.1 《黑骏马》学苑音像/中国音乐家音像，ISRC CN-A56-96-0001-0/A.J6（中国大陆引进版，磁带）

- 2001《騰格爾》/《男人四十》
  -  2001.6.30《天堂 1XRCD》风潮唱片，XRCD5002（台湾XRCD版）[18]

#### 腾格尔与苍狼乐队
1993年3月，腾格尔与五位志同道合的好友成立“苍狼乐队”，乐队包括蒙古族马头琴演奏手布仁特古斯、蒙古族键盘手图图、朝鲜族贝司手玛瑙、汉族鼓手赵牧阳、汉族吉他手肖亦平。1993年12月录制完成首张专辑，并于1994年2月在中国大陆发行。后来，腾格尔和乐队也合作完成了多张专辑，包括1997年收录经典曲目《天堂》的专辑《出走》。
以下列出腾格尔与苍狼乐队在1990年代合作制作的正版专辑。
- 1994《腾格尔与苍狼乐队》/《夢随風飄》
  -  2004《腾格尔与苍狼乐队》 中国音乐家音像，ISRC CN-A50-04-376-00/A.J6（中国大陆再版，CD）[11][19]

- 1997.1.25《在銀色的月光下》风潮唱片，TCD-5019[11][20]
- 1997《出走》
  -  2021-2023 《出走·天堂》上海声像（中国大陆再版）

- 1997《爱》（蒙语专辑）[7]

### 2002年后
1999年至2004年左右，中国大陆的很多盗版商和出版社（如广州新时代影音公司）在无授权情况下，出版发行了多张腾格尔的精选类翻版专辑。2005年1月1日起，腾格尔的经纪公司北京天堂文化发展公司开始集中管理他的音乐版权，随后也针对盗版商无授权的专辑多次提起诉讼。
以下列出2002年之后由天堂文化制作或提供版权的正版的腾格尔个人专辑。
- 2002《家園》中唱广州
  -  GDVD-8012 / ISRC CN-F13-03-304-00/V.J6（DVD版）

- 2003《跨越・新天堂》中唱广州
  -  GCD-5253 / ISRC CN-F13-03-335-00/A.J6
- 2004.7《蘇里格》中国科学文化音像
  -  CSCCD-657 / ISRC CN-A23-04-550-00/A.J6
- 2005.5《狼》（草原之子）中国科学文化音像
  -  CSCCD-844 / ISRC CN-A23-05-336-00/A.J6
- 2007《天与地》
- 2010.1《雲中的月亮》太平洋影音
  -  PCD-7057 / ISRC CN-F12-09-384-00/A.J6
- 2010《梦》
- 2014《桃花源》

### 精选集 · 合辑 · 其他
以下列出腾格尔重要的精选集、合辑和一些翻版专辑。
- 1988.5《西北一霸》合辑，天津音像
- 1989《是否我真的一无所有》合辑，汕头海洋音像
- 1990《黃河幾十幾道灣》合辑，新锐唱片/风潮唱片，TCD-3001
- 1992《騰格爾發燒金曲》风潮唱片，BPCD-93001
  - 收录曲目来自合辑《黃河幾十幾道灣》以及1990-91年的个人专辑[11]
- 1993.4.17《八千里路回首》风潮唱片，TCD-5009[22][11]
  - 收录曲目来自合辑《黃河幾十幾道灣》以及1990-91年的个人专辑

- 1999《20世纪中华歌坛名人百集珍藏版 流行歌坛名人(1)》合辑，中国唱片，CCD-99/1058
  - 收录《蒙古人》
- 1999-2001《天堂》《蒙古人》《腾格尔》《他乡就是天堂吗》翻版精选
  - 1999-2001年间，广州新时代影音出版公司联合广东的多家唱片公司也多次在未经授权的情况下出版多张翻版精选专辑，这些翻版专辑经常以《天堂》《蒙古人》《腾格尔》《他乡就是天堂吗》等热门曲目标题命名，详情请见[23]

- 2002.1.12《蓝天 风靡歌坛16年最精选》风潮唱片，TCD-5024
- 2002.11.21《蒼狼》风潮唱片，TSCD-001[24]
- 2005.3.24《草原情唱》风潮唱片，TSCD-006[25]
- 2008.3.25《唱給黃河聽》风潮唱片，TCD-5028[26]

## 电影作品
| 年份    | 中文名称       | 英文名称             | 角色     | 合作演员                     | 导演           | 备注 |
| ------- | -------------- | -------------------- | -------- | ---------------------------- | -------------- | ---- |
| 1994 年 | 黑骏马         | A Mongolian Tale     |          |                              | 谢飞           |      |
| 2012 年 | 双城计中计     | Scheme With Me       | 不动石佛 | 任贤齐，熊乃瑾，刘承俊，翁虹 | 潘安子         |      |
| 2015 年 | 落跑吧！愛情   | All You Need is Love |          | 任贤齐，舒淇，李國毅，狄龍   | 任賢齊、羅安得 |      |
| 2016年  | 快手槍手快槍手 | For A Few Bullets    | 石佛     | 林更新，張靜初，劉曉慶，錦榮 | 潘安子         |      |
| 2019 年 | 飞驰人生       | Pegasus              | 大哥     | 沈腾， 黃景瑜，尹正          | 韩寒           |      |
| 2020 年 | 大赢家         | The Winners          | 父亲     | 大鹏，刘岩                   | 于淼           |      |

## 引用来源
1. ↑  . 澎湃新闻. 2021-09-22.
2. ↑  . 广州日报. 2019-06-28  [2020-03-27]. （原始内容存档于2020-03-27）.
3. ↑  中国新闻网. . 人民网. 2019-07-01  [2020-03-27]. （原始内容存档于2019-12-26）.
4. ↑  吴喋喋. . 澎湃新闻·澎湃号·湃客. 2019-11-18  [2020-03-27]. （原始内容存档于2020-03-27）.
5. ↑  . 中国山东网.   [2011-01-11]. （原始内容存档于2011-01-16） （中文（中国大陆））.
6. ↑  . 搜狐网.   [2010年1月15日]. （原始内容存档于2010年1月17日） （中文（中国大陆））.
7. 1 2 3 4 5 6 7  .   [2024-04-29]. （原始内容存档于2024-04-29）.
8. ↑  .   [2024-04-29]. （原始内容存档于2024-04-29）.
9. 1 2  我热恋的故乡_(腾格尔专辑) （页面存档备份，存于） 唱片资料维基
10. ↑  【腾格尔台版磁带《你和太阳一同升起》哔哩哔哩】 （页面存档备份，存于） Bilibili
11. 1 2 3 4 5 6 7 8 9 10 11 12  騰格爾　TENGGER （页面存档备份，存于） yaogun.com
12. ↑  【腾格尔台版专辑磁带《八千里路云和月》首版-哔哩哔哩】 （页面存档备份，存于） Bilibili
13. ↑  騰格爾．八千里路雲和月 （页面存档备份，存于） 风潮音乐
14. ↑  早期電台宣傳CD~騰格爾~黃就是黃 （页面存档备份，存于） tw.bid.yahoo.com
15. ↑  夢中戈壁 - 騰格爾 與蒙古民歌 （页面存档备份，存于） Discogs
16. ↑  《愛在草原的天空》 （页面存档备份，存于） 风潮音乐
17. ↑  《四十獨白》 （页面存档备份，存于） 风潮音乐
18. ↑  《天堂 1XRCD》 （页面存档备份，存于） 风潮音乐
19. ↑  腾格尔与苍狼乐队 （页面存档备份，存于） Discogs
20. ↑  《在銀色的月光下》 （页面存档备份，存于） 风潮音乐
21. ↑  为打盗版维护版权 腾格尔一气打６个官司 来源：北京娱乐信报 2005年08月13日
22. ↑  騰格爾．八千里路回首 （页面存档备份，存于） 风潮音乐
23. ↑  騰格爾(1999-2001年新時代影音翻版精選集) （页面存档备份，存于） 唱片资料维基
24. ↑  騰格爾．蒼狼 1SACD （页面存档备份，存于） 风潮音乐
25. ↑  騰格爾．草原情唱 1SACD （页面存档备份，存于） 风潮音乐
26. ↑  騰格爾．唱給黃河聽 （页面存档备份，存于） 风潮音乐